# MTV Unplugged
MTV Unplugged — телевізійне шоу на каналі MTV (US/International), учасники якого виконують свої пісні на акустичних музичних інструментах. В ефірі з 1989 року.
Слово «unplugged» у перекладі з англійської означає буквально «вимкнений», точніше «непідключений» (по відношенню до електричних приладів, під якими в цьому випадку маються на увазі музичні інструменти). Багато музикантів використовують його як синонім слова «акустичний» у назвах своїх концертів, альбомів, пісень, тощо.

## Виконавці
На MTV Unplugged виступило багато знаменитих рок-і поп-виконавців та гуртів,  які співають англійською, німецькою, іспанською та інших мовами. Повний список (сезонно) доступний тут.

### Пам'ятні моменти
Одним з найвідоміших виступів на MTV Unplugged став концерт гурту Nirvana в 1993 році та випущений згодом в 1994-му альбомом MTV Unplugged in New York. Це був один з останніх концертів Курта Кобейна, показаних по телебаченню.
9 серпня 1995 на шоу виступили легенди хеві-глема гурт Kiss. Фанати визнали цей концерт історичним: Пол Стенлі та Джин Сіммонс запросили зіграти на ньому також колишніх членів гурту Пітера Крісса і Ейса Фрелі. Їм така ідея сподобалася, і концерт на MTV Unplugged став першим з 1979 року виступом Kiss за участю всіх чотирьох музикантів первісного складу гурту.
Британці Oasis запам'ятались незвичайним виступом на шоу в 1996 році. Ліам Галлахер не зміг виступити, оскільки був хворий, проте шоу все ж таки відбулося. Співав на ньому гітарист, старший брат Ліама Ноел Галлахер, у той час як лідер гурту спостерігав за концертом з балкона та публічно його висміяв.
В 1999 році Аланіс Моріссетт виконала кілька пісень зі свого легендарного альбому Jagged Little Pill, свого на той момент нового Supposed Former Infatuation Junkie, а також 3 невипущені пісні. У результаті 12 пісень потрапило в її альбом Alanis Unplugged, який вийшов в тому ж році.
В 2005 році на MTV Unplugged виступили Die Toten Hosen — легенди німецького панку (поряд з Die Arzte). Пісня «Weltmeister», виконана ними на шоу, стала однією з головних пісень на підтримку збірної Німеччини на Чемпіонаті світу з футболу 2006 року (причому саме в такому, «живому» вигляді — студійного втілення вона не отримала).

## Дискографія
- 1991: Пол Маккартні — Unplugged
- 1991: R.E.M. — Unplugged
- 1991: The Cure — MTV Unplugged
- 1992: Стінг — MTV Unplugged
- 1992: Ерік Клептон — Unplugged
- 1992: Мерая Кері — MTV Unplugged
- 1992: Pearl Jam — MTV Unplugged
- 1992: Queensrÿche
- 1993: Род Стюарт — MTV Unplugged and Seated
- 1993: Arrested Development — MTV Unplugged
- 1993: Енні Леннокс — MTV Unplugged
- 1993: Roxette — MTV Unplugged
- 1993: Ніл Янг — Unplugged
- 1993: Soul Asylum — MTV Unplugged
- 1993: Midnight Oil — MTV Unplugged
- 1993: Брюс Спринстін — In Concert/MTV Plugged
- 1993: Nirvana — MTV Unplugged in New York
- 1993: 10,000 Maniacs — MTV Unplugged
- 1994: Björk — MTV Unplugged
- 1994: Тоні Беннетт — MTV Unplugged
- 1995: Шеріл Кроу — MTV Unplugged
- 1995: The Cranberries — MTV Unplugged
- 1995: Hole — MTV Unplugged
- 1995: Herbert Grönemeyer — Unplugged Herbert
- 1995: Боб Ділан — MTV Unplugged
- 1996: Alice in Chains — MTV Unplugged
- 1996: Oasis — MTV Unplugged
- 1996: Джордж Майкл — MTV Unplugged
- 1996: Kiss — MTV Unplugged
- 1997: Браян Адамс — MTV Unplugged
- 1997: Babyface — MTV Unplugged
- 1998: Metallica — MTV Unplugged
- 1999: The Corrs — Unplugged
- 1999: Аланіс Моріссетт — MTV Unplugged
- 1999: Maná — MTV Unplugged
- 2000: Шакіра — MTV Unplugged
- 2000: Die Fantastischen Vier — MTV Unplugged
- 2001: Алехандро Санс — MTV Unplugged
- 2001: Jay-Z — MTV Unplugged
- 2001: R.E.M. — Unplugged 2
- 2001: Staind — MTV Unplugged
- 2002: Dashboard Confessional — MTV Unplugged 2.0
- 2002: Lauryn Hill — MTV Unplugged 2.0
- 2002: Die Ärzte — Rock' n 'Roll Realschule
- 2004: Diego Torres — MTV Unplugged
- 2004: Ленні Кравіц — MTV Unplugged
- 2005: Аліша Кіз — MTV Unplugged
- 2005: Archive — Unplugged
- 2005: Die Toten Hosen — Nur zu Besuch: Unplugged im Wiener Burgtheater
- 2006: Рікі Мартін — MTV Unplugged
- 2006: Kayah — MTV Unplugged
- 2006: Seether — MTV Unplugged
- 2007: Korn — MTV Unplugged
- 2007: Bon Jovi — MTV Unplugged
- 2007: Hey — MTV Unplugged
- 2007: Ленні Кравіц — MTV Unplugged
- 2008: Джульєта Венегас — MTV Unplugged
- 2008: Söhne Mannheims vs. Xavier Naidoo — MTV Unplugged
- 2009: Wilki — MTV Unplugged
- 2009: Sportfreunde Stiller — MTV Unplugged in New York
- 2009: Кеті Перрі — MTV Unplugged
- 2011: Lil Wayne — MTV Unplugged
- 2011: 30 Seconds to Mars — MTV Unplugged
- 2012: Florence and the Machine — MTV Unplugged
- 2012: Die Fantastischen Vier — MTV Unplugged II
- 2013: Scorpions — MTV Unplugged – Live in Athens
- 2014: Майлі Сайрус — MTV Unplugged
- 2015: Gentleman — MTV Unplugged
- 2015: Placebo — MTV Unplugged
- 2017: A-ha — MTV Unplugged – Summer Solstice
- 2017: Шон Мендес — MTV Unplugged
- 2017: Bleachers — MTV Unplugged

## Збірки
- 1994: The Unplugged Collection, Volume 1
- 2002: Uptown MTV Unplugged
- 2002: The Best of MTV Unplugged
- 2003: The Very Best of MTV Unplugged 2
- 2004: The Very Best of MTV Unplugged 3 (з Bonus-DVD)